# Antoni Clavé
Pour les articles homonymes, voir Clavé.
Antoni Clavé, né le 5 avril 1913 à Barcelone (Espagne) et mort le 31 août 2005 à Saint-Tropez (Var), est un peintre, graveur et sculpteur espagnol.

## Biographie

### Les premières années

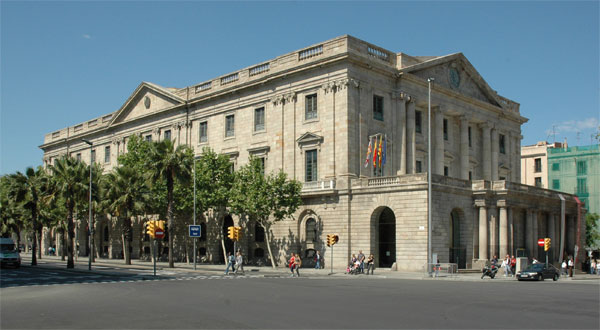
L'École de la Llotja à Barcelone.

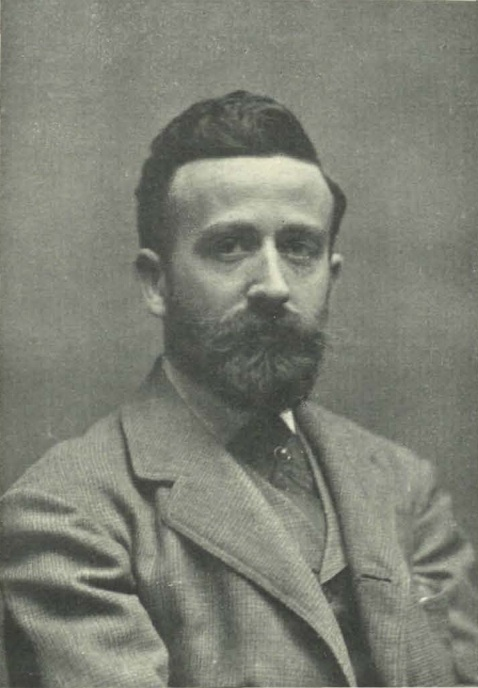
Felix Mestres, maître à l'École de la Llotja

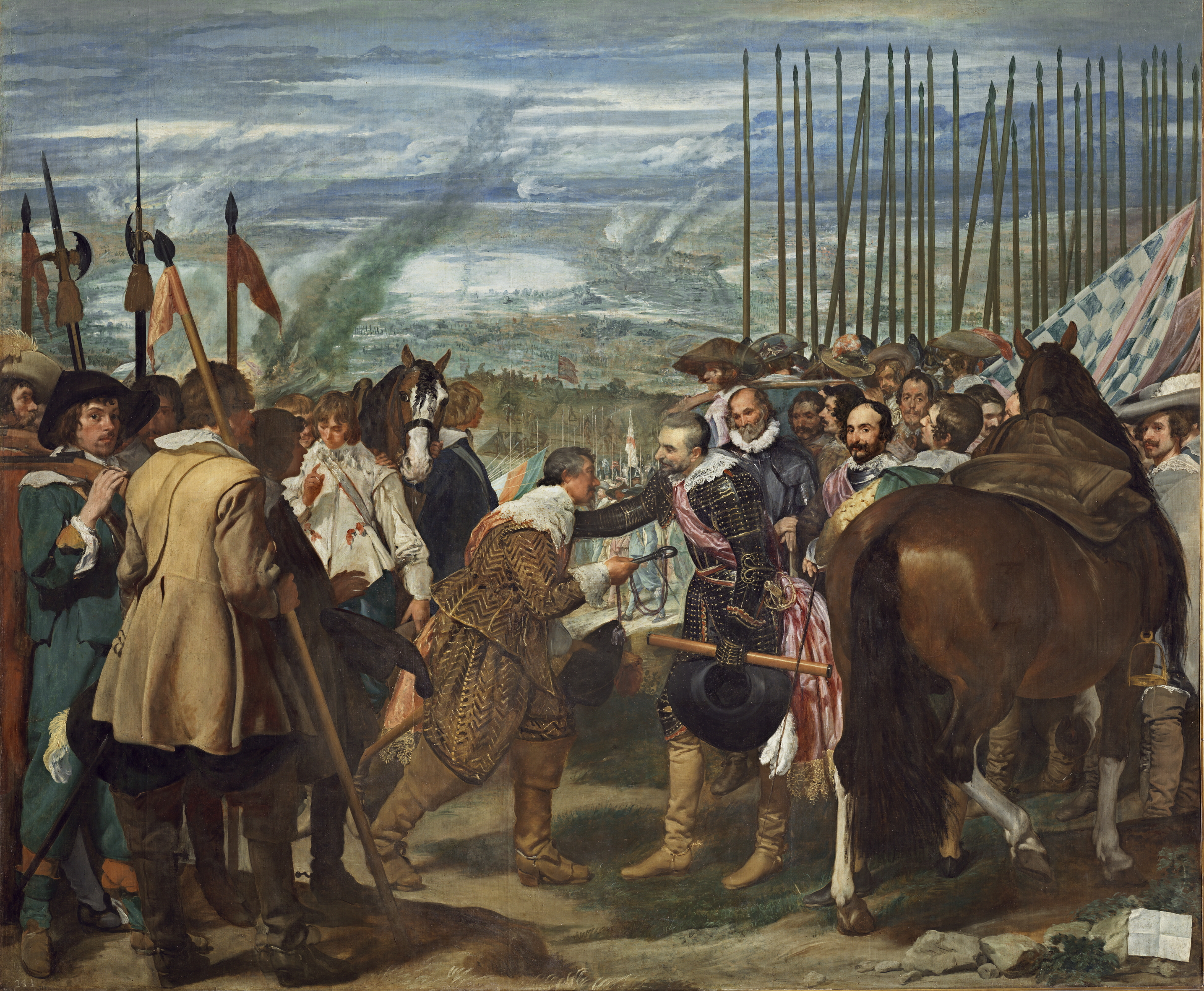
Vélasquez, La Reddition de Breda

Lorsque, alors qu'Antoni Clavé i Sanmartí n'est âgé que de deux ans, son père abandonne le foyer familial, sa mère, qui est coiffeuse, s'installe au no 56 de la calle Valdonzella, à Barcelone, pour y vivre jusqu'en 1934. Antoni effectue sa scolarité au collège de San Lorenzo, puis au collège hispano-américain de Barcelone.
Après avoir été commis dans une maison de tissus pour gaines et corsets en 1925, Antoni Clavé i Sanmartí entre aux cours du soir de l'École de la Llotja en 1926 (école annexe de la calle Aribau, ne fréquentant l'école principale que de 1930 à 1932), y ayant pour maîtres Felix Mestres (ca), José Mongrell (es) (dessin) et Ángel Ferrant (es) (modelage), et sa famille le laisse poursuivre sa voie. De son passage dans l'atelier d'Àngel Ferrant, « grand champion de l'avant-garde », il conservera en particulier le buste en terre cuite d'Àngel Guimerà qu'il y exécute et qui demeurera le témoin initial « de son plaisir à créer des formes dans l'argile et de son intérêt pour la sculpture ».
Antoni Clavé est en 1927 recommandé à Aureli Tolosa (ca), propriétaire d'une entreprise de peinture en bâtiment où il devient apprenti. Attiré par le côté artisanal du métier où il apprend à faire du minium, puis à peindre du bois, à manier les brosses, à dessiner les lettres, Clavé, dès 1928, commence à peindre à l'huile le portrait de sa grand-mère. Son patron lui apprend notamment à copier Vélasquez, ce que Clavé accomplit « avec toute la perfection dont il est capable, pour La Reddition de Breda ».
En 1932, il remporte le deuxième prix au concours d'affiche de la Caisse d'épargne de Barcelone et, l'année suivante, abandonne la peinture en bâtiment pour vivre de ses dessins, de travaux de décoration, d'illustrations de revues enfantines et surtout, recruté à cette fin par Sixte Illescas (ca), architecte de la Cinémathèque nationale espagnole (CINAES), de la conception d'« affiches pour le cinéma auxquelles il intègre, non sans esprit d'avant-garde, des collages de matériaux de toutes sortes » allant des cordes aux tissus imprimés et du carton ondulé aux fragments de journaux. Il se fait rapidement un nom dans cette spécialité qui absorbera totalement son année 1935 et poursuit cependant ses recherches de matières nouvelles avec Salvador Ortiga, son condisciple de la Llotja, ses autres amis étant alors Emilio Grau Sala, Apelles Fenosa, Manolo, Eudald Serra (es). Parallèlement, Clavé admire tout particulièrement les primitifs catalans.

### La guerre d'Espagne et l'enfermement

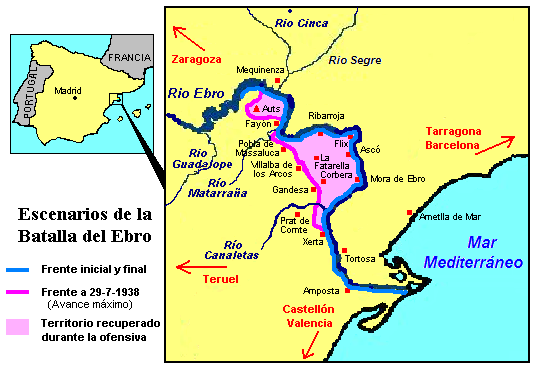
Front républicain d'Aragon.

Un an après le début de la guerre civile espagnole, Clavé est mobilisé sur le front républicain d'Aragon, fantassin de deuxième classe. Il est dessinateur au service de l'état-major de la 31e division et créateur de décors pour le théâtre des armées avec son ami Marti Bas (1910-1966), futur lithographe illustrateur de Henry de Montherlant. Les Dix dessins de guerre, livret de dix lithographies qu'ils réalisent ainsi ensemble en 1937 sont constitués, décrit Amanda Herold-Marme, de « scènes dépouillées montrant des personnages réalistes en noir et blanc dans des compositions compactes rehaussées de taches rouges et jaunes. Comme dans Yo lo vi de Goya, l'introduction revendique la valeur de témoignage direct des "dix dessins vécus" par les soldats artistes eux-mêmes, réalisés "dans la boue et la saleté des tranchées", où le crayon fonctionne comme une arme, au même titre que le fusil ». 
En janvier 1939, Clavé est contraint de suivre la retraite de l'armée républicaine et il franchit la frontière française, « mêlé à la masse anonyme des républicains qui traversent à pied les Pyrénées, en quête de liberté, dans le plus grand mouvement d'émigration qu'ait connu l'Europe du XXe siècle. Cruel paradoxe : le gouvernement français du Front populaire leur offre aussitôt comme asile ses camps de concentration, où les conditions de vie sont des plus dures ». Clavé est interné en même temps que Pedro Florès, d'abord au camp de Prats-de-Mollo, « centre d'accueil pour Espagnols et membres des Brigades internationales », puis au camp des Haras, à Perpignan, dont tous deux sortent grâce à l'action de Martin Vivès, artiste peintre en même temps que secrétaire de la mairie de Perpignan : Clavé meublant le temps de son internement par des croquis de ses compagnons d'enfermement et des gardiens de camp sénégalais, « Vivès, qui s'efforçait de venir en aide aux artistes espagnols internés, fut emballé et entreprit les démarches pour obtenir sa libération. Il le recueillit chez lui pendant deux mois, lui fournissant couleurs et toiles pour lui permettre de peindre ». Cette même année, il connaît de la sorte sa première exposition chez Vivant, pâtisserie-salon de thé tenu à Perpignan par Marie Martín. Dès le 5 avril 1939, grâce aux deux mille francs que lui apporte cette exposition, il quitte Perpignan pour Paris où le médecin catalan Enguera de Sojo lui prête une chambre de bonne à Neuilly.

### À Paris sous l'Occupation
À Paris, il vit pendant quatre années de son ancien métier d'illustrateur pour enfants (il mettra même en bandes Le signe de Zorro pour un magazine), s'essaye à la lithographie dans l'atelier d'Edmond Desjobert tout en poursuivant la peinture dans un style alors influencé par Pierre Bonnard, Édouard Vuillard, mais aussi Georges Rouault et Chaïm Soutine. En 1941, il installe son atelier chez José Palmeiro qui l'accueille au no 45 rue Boissonade à Paris. Il ressent deux immenses bonheurs avec la naissance de son fils Jacques le 20 mars 1942 et, au mois de mai suivant, l'arrivée à Paris de sa mère qui a pu franchir la frontière grâce à des amitiés complices, parmi lesquels Emilio Grau Sala : à son contact, elle se mettra à faire « des gouaches d'une saveur naïve » et mourra en février 1959, « le laissant désemparé comme un petit enfant, malade de chagrin ». 1942 est également l'année de la première exposition parisienne, en même temps qu'Emilio Grau Sala et Marti Bas, à la Galerie Castelucho.
La première rencontre d'Antoni Clavé avec Pablo Picasso, dans l'atelier de la rue des Grands-Augustins de celui-ci, date très précisément du 25 août 1944, jour de la Libération de Paris, et est une révélation : « pendant deux ans, évoquera-t-il lui-même avec modestie, j'ai fait du sous-Bonnard et du sous-Vuillard sans m'en apercevoir. En 1942, j'ai même peint un portrait de ma mère qui était carrément un Vuillard, mais en moins bien ». Dès l'approche de Picasso et du cubisme, il commence à pratiquer « le collage sur carton, papier peint, ficelle, corde, etc. et se lance dans la lithographie » avec ses travaux d'illustrations bibliophiliques (Les Lettres d'Espagne, Carmen).

### L'après-guerre et le succès
L'envoi d'Antoni Clavé au Salon d'Automne de 1944 est cité par René Huyghe et Jean Rudel « parmi les œuvres marquantes d'artistes promis à la gloire » avec celles de Jean Aujame, Jean Bazaine, Jacques Despierre, Léon Gischia, Jean Le Moal, Alfred Manessier, André Marchand, Mario Prassinos et Gustave Singier. L'artiste participe ensuite à la fondation du Casal de Catalunya de Paris, créé le 9 juillet 1945 et, en 1946, il est invité en Tchécoslovaquie, avec plusieurs peintres dont Pablo Picasso, à l'occasion d'une exposition consacrée aux artistes espagnols. Il se rendra en 1947 au Royaume-Uni pour sa première exposition personnelle à Londres, puis, en 1952, aux États-Unis.

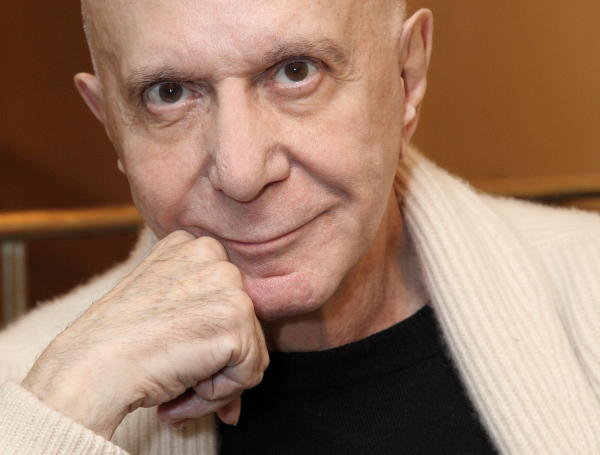
Roland Petit

À l'instar de Picasso dont il devient durablement l'ami, Antoni Clavé est très inspiré par la corrida. Sur ce sujet, il produit un grand nombre de lithographies, notamment La Corrida et des Toreros dont il a interprété le costume (Torero en costume rouge) pour le chorégraphe Boris Kochno, dont le ballet Los Caprichos avait été donné en 1943 par la compagnie les Ballets des Champs-Élysées dirigée par Roland Petit. Connaissant un fort succès pour ses décors de théâtre et de ballet, il demeure perçu comme « l'un des plus importants décorateurs de théâtre de l'après-guerre, utilisant l'espace scénique dans sa totalité, non seulement en tant que peintre, mais aussi en tant que metteur en scène, avec un chromatisme allant du rouge le plus violent au gris le plus profond ». Au début des années 1950, il travaille avec Roland Petit, offrant à Raymond Cogniat de restituer que « sa souplesse de style, sa richesse d'invention qui va de la plus grande intensité dramatique à l'ironie la plus évidente, servent aussi bien Carmen en 1949 que Deuil en 24 heures en 1953 », mais décide de peindre et d'arrêter la décoration en 1954. À partir de ce moment, Clavé n'acceptera plus de nouvelles commandes pour le théâtre, il n'en demeure pas moins que « les figures du théâtre lui auront inspiré un univers de figures à demi populaires, sombres et monumentales, d'une étrangeté vigoureuse ».
Il installe un atelier qui, situé au no 4 rue de Châtillon à Paris et ouvrant sur un minuscule jardin, est envahi d'objets hétéroclites, d'une tête de taureau naturalisée, de mannequins, de décors rappelant les coulisses d'un théâtre et d'une reproduction de Guernica. La maison est aujourd'hui démolie.
Clavé travaille avec acharnement, confrontant, observe Jean Cassou, « les ardeurs de sa terre natale aux inventions de la peinture française ». Inclassable, ni figuratif, ni abstrait et les deux à la fois avec sa force et son mystère, « lithographe et graveur au trait exceptionnel », il aime aussi les collages et se livre volontiers au hasard de la création. Quant à la sculpture, il ne s'y intéresse que par périodes, au début de sa carrière puis beaucoup plus tard. À la fin des années 1950, Clavé connaît le succès. Mais en 1963, il s'interroge : il a cinquante ans, une œuvre considérable. Il est reconnu en France, aux États-Unis, au Japon, en Suisse, en Suède, on recherche ses toiles dans le monde entier, ce qui l'inquiète. Il décide de quitter Paris et la société qui fait la mode, notamment le monde du spectacle.

### La maison de Saint-Tropez

Médaille d'or du mérite des beaux-arts.

Antoni Clavé quitte Paris pour Saint-Tropez en 1965. Il se fait construire un atelier et une maison au Cap Saint-Pierre qu'il décore avec un soin méticuleux, aidée de sa femme Madeleine. Tous deux réalisent un « Palais de couleurs » avec des tentures. C'est là que les plus grandes toiles du peintre seront composées : à partir de cette nouvelle vie « dont le climat se rapproche de celui de sa terre natale, et peut-être pour cette raison, s'est épanouie son exubérance toute hispanique. Il fait surgir les couleurs, plus éclatantes de se confronter au noir », offrant à Pierre Cabanne d'écrire qu'« avec lui nous pénétrons dans les chambres d'échos de la couleur ».

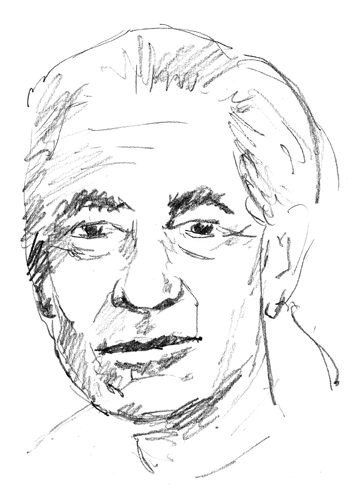
Henri Goetz

À Saint-Tropez, où il réserve un atelier exclusivement à la gravure, Antoni Clavé, au retour d'un séjour à Barcelone en 1965 où il s'est initié à l'eau-forte et l'aquatinte, délaisse la lithographie au profit de la taille-douce, et rend hommage dans une série de planches à Rembrandt, Goya et Albrecht Dürer. C'est en 1968 qu'il découvre la gravure au carborundum, récemment mise au point par Henri Goetz.
En 1977, il expose ses premiers collages en trompe-l'œil, effet qu'il obtient par des projections à l'aérographe sur des papiers froissés ou sur des pochoirs. En 1984, alors que la Biennale de Venise expose plus de cent de ses œuvres au pavillon espagnol, il reçoit la médaille d'or du mérite des beaux-arts par le ministère de l'Éducation, de la Culture et des Sports d'Espagne.
Antoni Clavé, emporté par une insuffisance respiratoire, meurt le 31 août 2005 et est inhumé au cimetière du Montparnasse (division 13) à Paris,. En lui est alors salué « l'esprit rebelle aux conventions, en perpétuelle évolution créatrice, qui a su transformer l'héritage de Bonnard et de Vuillard pour nous offrir le plus beau des spectacles : l'étonnement ».

### Postérité
C'est à la fin de la décennie 1980 qu'Antoni Clavé est reconnu officiellement par les autorités catalanes. Le peintre, dès lors et encore aujourd'hui, « offre pour son pays l'image d'un Catalan déraciné que l'on se rapproprie afin de mieux affirmer une identité nationale ». On assiste ainsi dans le cadre de la politique culturelle menée dans la décennie 1990, à une réappropriation du peintre. « La reconnaissance de l'œuvre de Clavé est tardive, constate Catherine Xerri, l'art catalan ayant peut-être été trop longtemps symbolisé par une seule figure, celle de Tàpies : cette reconnaissance va de pair avec un double enjeu, identitaire et culturel ».
Pour ce qui est de l'œuvre, « bien qu'invitant au silence et au recueillement en raison de la noblesse et la puissance imposante qu'elle dégage, lira-t-on onze ans après la mort d'Antoni Clavé dans le catalogue de sa rétrospective à l'Espace Paul-Rebeyrolle, sa peinture est pourtant emplie de bruit et de fureur, jusqu'à atteindre un équilibre fragile entre ordre et désordre, tension et fragilité ». Mais « il reste des secrets d'atelier » précisera peu après Aude Hendgen, et « c'est peut-être cela qui fait la force de son œuvre gravé : cette impossibilité à saisir pleinement le processus qui l'a mis au monde, qui laisse à Antoni Clavé un voile de mystère, une inintelligibilité un peu magique ».

## Œuvre

### Affiche de cinéma
- Boliche, gouache et tempera, 230x109cm, 1934[34].
- Secreto de una noche, gouache et tempera 233x103cm, 1934[35].
- La Venus Rubia, 1934[1].
- ¿ Y ahora que ?, 1934[1].
- Conquistado Hollywood, 1934[1].
- El hombre y el monstruo, 1934[1].
- Barrio Chino, 1934[1].
- Casanova, el galante aventurero, 1934[1]
- Maniquie Neoyorouinos, 1934[1].
- Empreviva, 1934[1]
- El signo de la muerte, 1934[1].
- Associado de teatre selecte, 1935[1].

### Décor et costume de ballet, opéra, théâtre

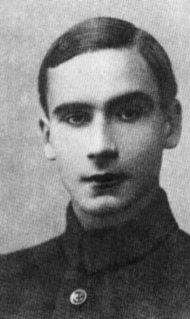
Boris Kochno

- Los Caprichos, chorégraphie de Boris Kochno, Théâtre des Champs-Élysées, Paris, 1946.
- Georges Bizet, Carmen, chorégraphie et livret de Roland Petit d'après Prosper Mérimée, Ballets de Paris au Prince's Theatre de Londres, 21 février 1949[36], Ballet de l'Opéra de Lyon, 1997.
- Revanche, ballet de Ruth Page, 1951.
- La Maison de Bernarda Alba de Federico Garcia Lorca, Festival de Biarritz et Théâtre de l'Œuvre, Paris, 1951.
- Ballabille, Sadler's Wells Theatre, Londres et Covent Garden, New York, 1951.
- Les Amours de Don Perlimplín avec Belise en son jardin de Federico Garcia Lorca, Festival du XXe siècle, Paris, 1952.
- Deuil en 24 heures, Roland Petit, Paris, 1953.
- La peur, Roland Petit, Paris, 1955.
- Les noces de Figaro, de Wolfgang Amadeus Mozart, Festival d'Aix-en-Provence, 1962.

### Décor de cinéma
- Hans Christian Andersen et la Danseuse, film de Charles Vidor avec Danny Kaye et Zizi Jeanmaire, 1952.

### Thèmes picturaux

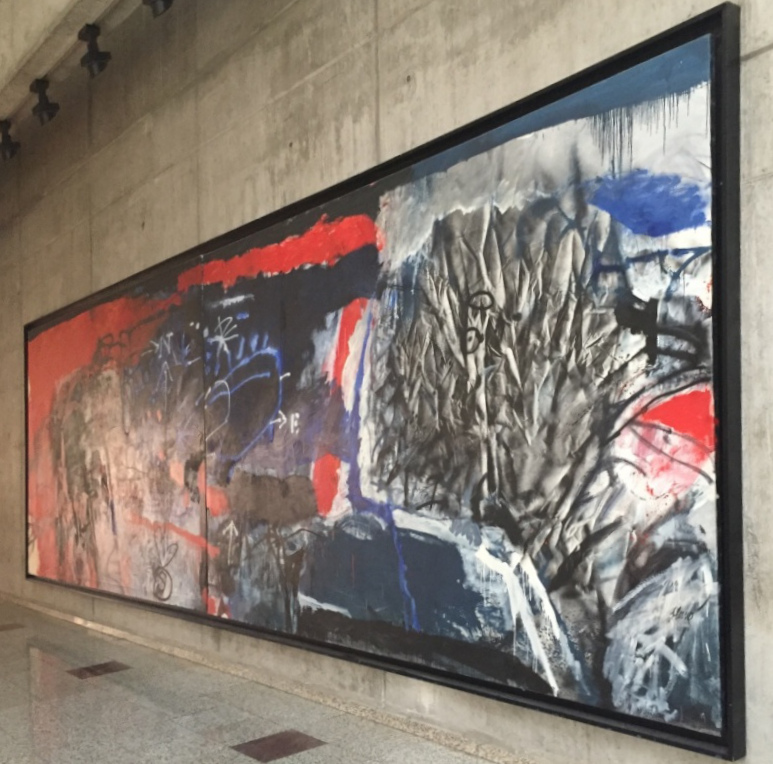
Les Guerriers aux points cardinaux, aéroport Adolfo-Suárez de Madrid-Barajas.

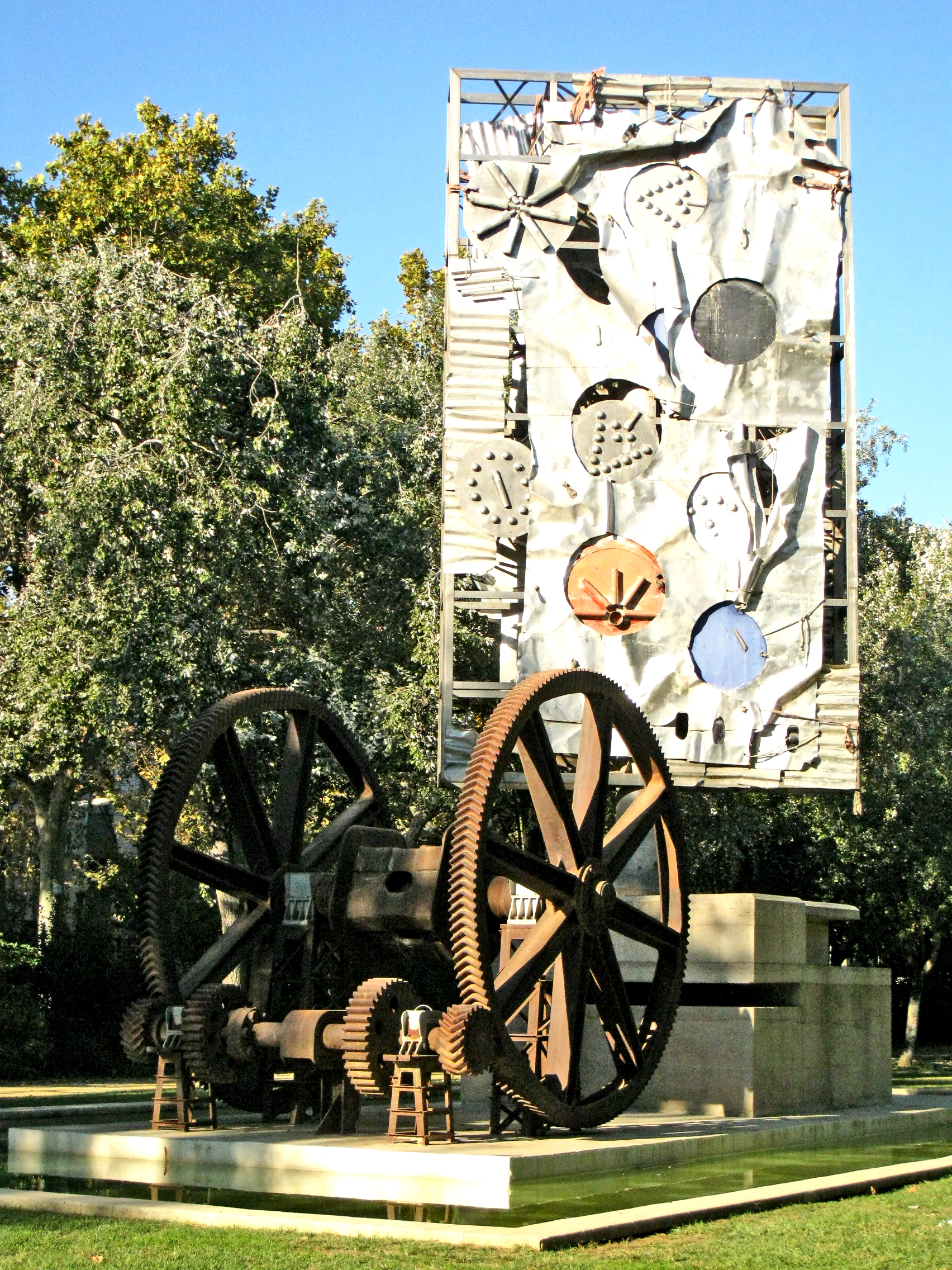
Monument du centenaire de l'Exposition universelle de 1888, Barcelone, parc de la Ciutadella.

- Scènes mélancoliques d'intrieurs calmes, femmes enfants, clowns, arlequins[2]
- Combats de coqs, 1945.
- Tauromachie, 1945.
- Natures mortes (début avec Harmonie vertedu cycle des « natures mortes vertes »[37]), paysages urbains de façades et d'impasses imaginaires[1], 1946.
- Hommage à Zurbarán, 1950.
- Guerriers ; Rois ; Reines, 1956.
- Peintures sur tapis, 1957.
- Hommage à Domenikos Theotokopoulos, grandes toiles, 1964.
- Don Pablo (hommage à Picasso), 1974.

### Sculpture
Il convient, pour trouver les racines relationnelles d'Antoni Clavé à la sculpture, de remonter à 1930 lorsque, avec son ami le peintre catalan Salvador Ortega, il commence à « utiliser des matières jusqu'ici laissées à l'écart : tissus usés, imprimés, macules, carton ondulé, flans d'imprimerie, coupures de journaux, étiquettes, papiers peints, etc. ». L'ex-ouvrier de Tolosa « malaxe, colle, agence, incruste le plâtre dans la pâte, utilise l'ondulé avec les astuces et la main de l'artisan l'imagination et l'invention de l'artiste dont son Téléphone constitue l'un des premiers témoignages », offrant à Pierre Seghers de le situer avec Marcel Duchamp et Pablo Picasso dans les précurseurs des recherches contemporaines, à Lluís Permanyer de souligner sa « fascination par les détritus, la ferraille, les fragments ou les pièces hors d'usage, mais qui ont une courbure naturelle et pure, qui, hors de leur contexte originel, prennent un sens aussi nouveau qu'insolite ».
La pratique de la sculpture, qu'il avait occultée depuis son arrivée en France, resurgit chez Antoni Clavé en 1960. « Le bronze, le plomb fondu, le bois, la glaise, sont autant de techniques visant à exalter le travail de l'empreinte et des matériaux assemblés » et offrent à Pierre Daix de substituer le mot assemblages au mot sculptures pour cette part de l'œuvre : « apparaissent des figures fantastiques et guerrières, exotiques et musicales, poétiques et royales. Clavé poussera très loin ce jeu avec la matière en allant jusqu'à exécuter une série hasardeuse composée de pinceaux, palettes, pigments séchés, ou encore de casseroles, caisses et outils ».
Œuvres
- Àngel Guimerà, buste en terre cuite, 1926 ou 1927[3].
- Téléphone, 1939[38]
- Coquille-plage, coquille d'animal marin et cartons ondulés, 1939[3].
- L'homme au monocle, fouet de cuisine et anneau de rideau, 1939[3].
- Armoire aux objets, 1962.

### Fresque
- Les guerriers aux points cardinaux, aéroport Adolfo-Suárez de Madrid-Barajas.

### Œuvre monumentale
- Monument du centenaire de l'Exposition universelle de 1888, 1991, parc de la Ciutadella, Barcelone[40].

### Œuvre gravé

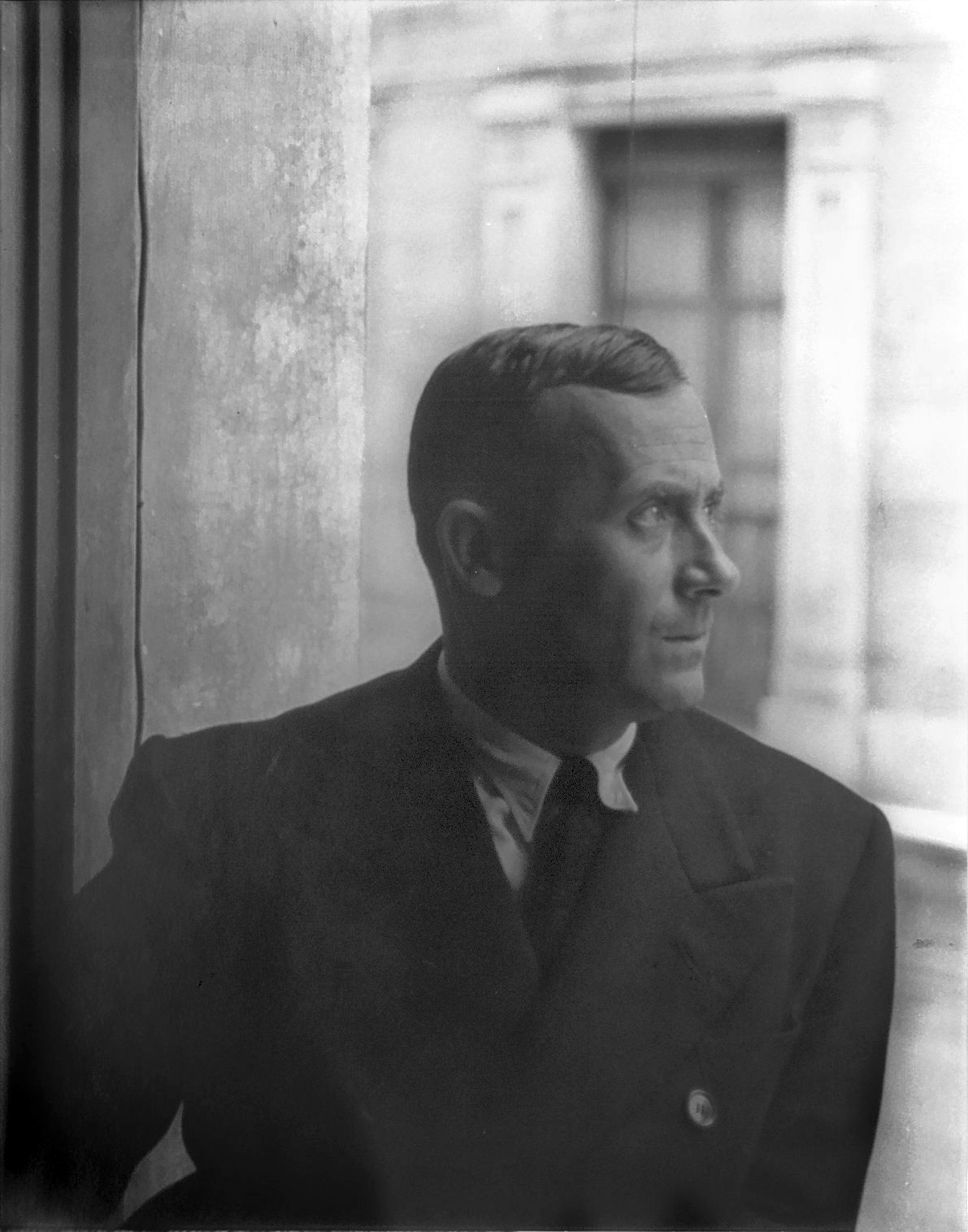
Joan Miró

Antoni Clavé « fait partie des peintres graveurs du XXe siècle qui, comme Pablo Picasso ou Joan Miró, ont trouvé dans la gravure une pratique à part entière comme celle de la peinture et de la sculpture ». Il est l'un des très rares artistes qui exécutent totalement par eux-mêmes lithographies et gravures, ayant installé chez lui plusieurs presses que lui seul fait fonctionner. On recense cinq cent vingt estampes originales (compte non tenu des contributions bibliographiques ci-dessous) : lithographies, eaux-fortes, aquatintes, gravures au carburundum, gaufrages, collages et kraft lithographié,.
« D'abord il rend hommage, puis se singularise, explique Aude Hendgen : ses lithographies des années 1950 représentent souvent ses Rois bien connus, dans des tons noirs, marron, ocres, puis deviennent plus abstraites et sombres dans les années 1960 ». Avec alors un goût prononcé pour cinq couleurs (blanc, gris, noir, bleu et rouge), toujours à la limite entre figuration et abstraction, « Antoni Clavé joue avec les effets de matières. Il gaufre du papier peint, estampe des petits motifs avec des moules à gâteaux », associe à ses eaux-fortes et à ses aquatintes des cordelettes, des coupures de journaux, des vis, des punaises, des trombones, des agrafes, des clefs, des clous, des serpillières ou des gants.
C'est ainsi en employant le terme de tri-dimensionnalité que l'on définit l'œuvre gravé d'Antoni Clavé. « Libérées de la bi-dimensionnalité, confirme Léone Métayer, ses œuvres abstraites se font écho par un jeu d'associations de matériaux divers et de motifs récurrents. Les recherches du peintre graveur, communes à celles d'autres artistes comme Joan Miró ou Antoni Tàpies, sont le signe d'une époque où l'estampe connaît un regain d'intérêt pour le renouvellement des formes qu'elle rend possible ».
Thèmes
- Boléro et Bal de Castellterçol, deux premières lithographies d'Antoni Clavé, atelier de Desjobert, 1939-1940[1].
- Images de Paris, suite de lithographies, atelier de Desjobert, 1940[1].
- Corridas, lithographies, 1943.
- Hommage à Domenikos Thetokopoulos, lithographies et eaux-fortes, 1964.
- Hommage à Rembrandt, eaux-fortes, 1966[26].
- Instruments étranges, gravures au carborundum, 1980[26].

### Contributions bibliophiliques

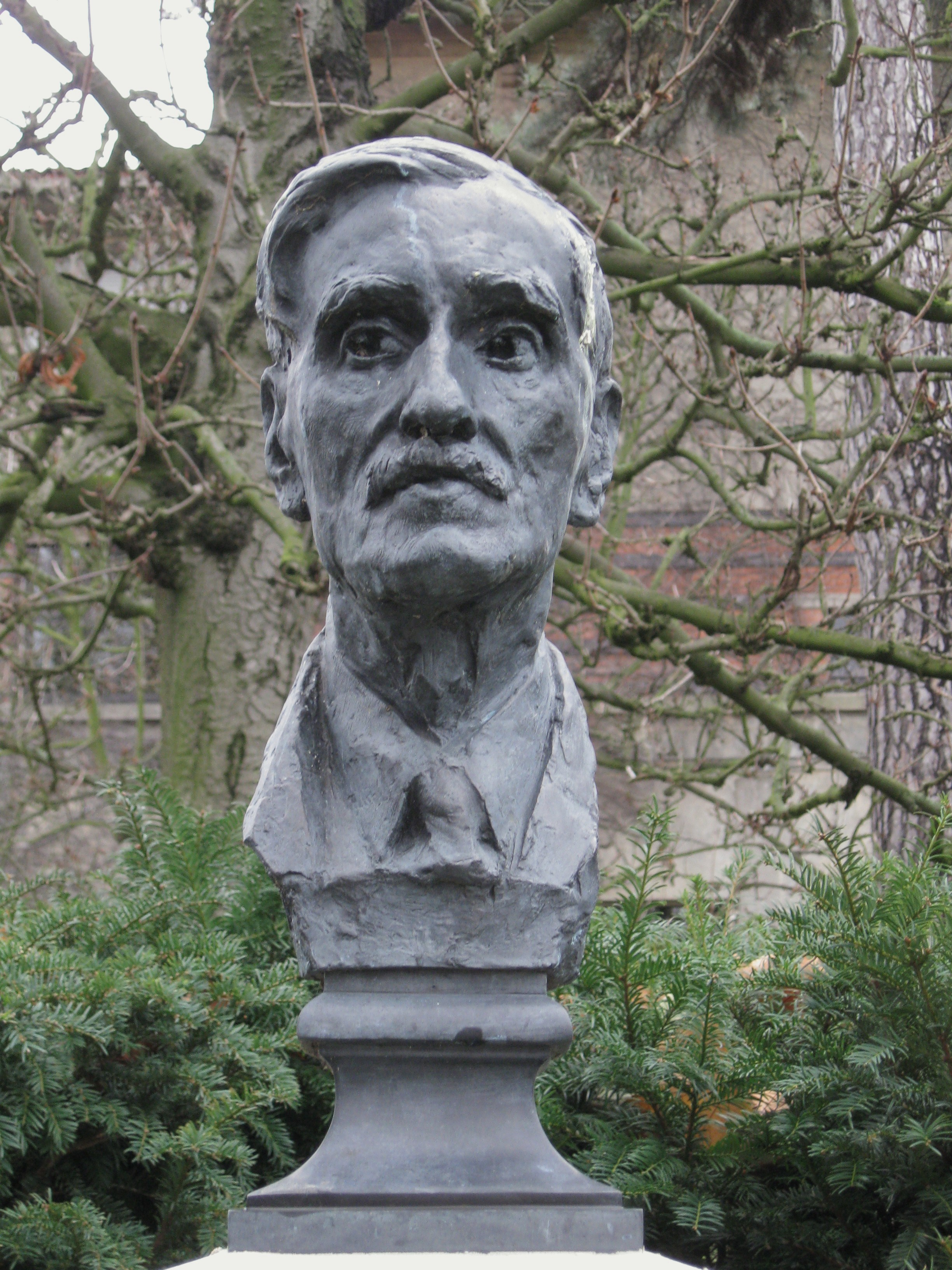
Jean Charles-Brun

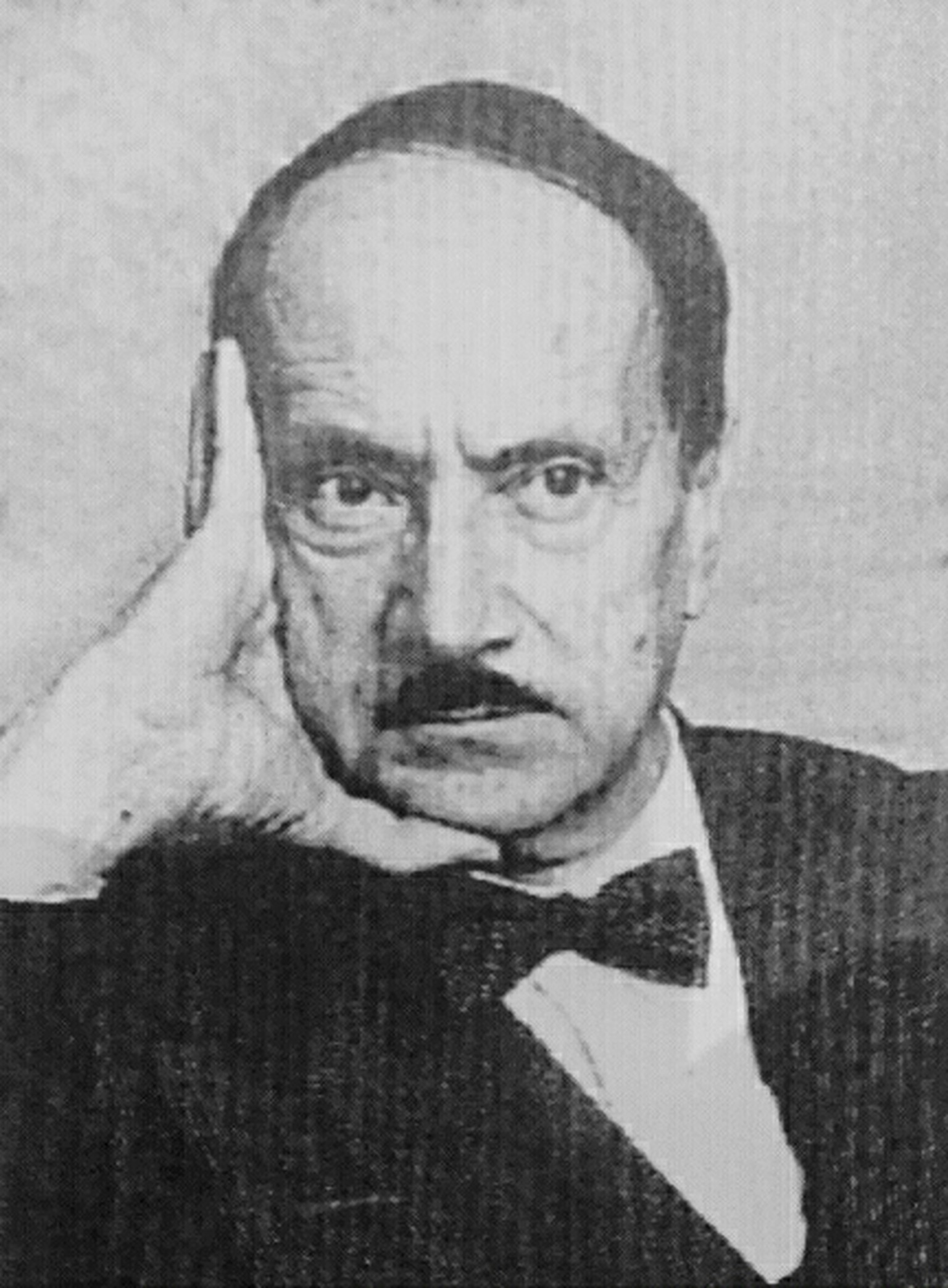
Saint-John Perse

- Antoni Clavé et Joaquín Marti Bas, Diez dibujos de Guerra (dix dessins de guerre, soit cinq de chacun d'eux), livret de dix lithographies, Comisariado de Guerra, 31 División, 1937[45],[8].
- Rafael Tasis (es), Tot l'any, douze lithographies originales d'Antoni Clavé, Albor, 1943.
- Prosper Mérimée, Les lettres d'Espagne, vingt-sept lithographies originales en couleurs d'Antoni Clavé, trois cents exemplaires numérotés, Éditions Galatea, 1944.
- Jean Charles-Brun, Chansons du passé, vingt lithographies originales d'Antoni Clavé, cinquante et un exemplaires numérotés, Éditions Susse, 1944.
- Prosper Mérimée, Carmen, trente neuf lithographies originales d'Antoni Clavé, cent quatre-vingt cinq exemplaires numérotés, Éditions Jean Porson, 1945.
- Alexandre Pouchkine, La Dame de pique, traduction de Prosper Mérimée, dix lithographies originales en noir et blanc par Antoni Clavé, trois cents exemplaires numérotés, Éditions du Pré aux clercs, 1946.
- Voltaire, Candide, lithographies originales d'Antoni Clavé, Éditions Jean Porson, 1948.
- André Gide, Poésie - Journal - Souvenirs, 2 volumes, 59 aquarelles ou gouaches par Pierre Berger, Yves Brayer, Maurice Brianchon, Roger Chapelain-Midy, Pierre-Eugène Clairin, Antoni Clavé, Lucien Fontanarosa, Emili Grau i Sala, André Jordan, Élie Lascaux, Roland Oudot, Francis Savel, André Dunoyer de Segonzac et Jacques Thévenet, Gallimard, Paris, 1952.
- François Rabelais, Gargantua, lithographies originales d'Antoni Clavé, Les bibliophiles de Provence, Marseille, 1955.
- Vingt fables de La Fontaine (sous la direction de Jean Cassou, au profit de la Croix-Rouge française) lithographies originales par Yves Alix, Alexander Calder, Cassandre, Jules Cavaillès, Antoni Clavé, Paul Colin, Lucien Coutaud, Salvador Dali, Hermine David, André Dunoyer de Segonzac, Valentine Hugo, Félix Labisse, Jacques Lagrange, André Marchand, Édouard Pignon, Dom Robert, Georges Rohner, Marc Saint-Saëns et Louis Touchagues, quarante-et-un exemplaires numérotés, éditions C. de Acevedo, 1966.
- André Richaud, Adam et Ève, frontispice d'Antoni Clavé, gravures et vignettes d'André Gas, Les Impénitents, Paris, 1967.
- Saint-John Perse, La gloire des rois, douze gravures au carborundum dont cinq en double-page, empreintes, gaufrage, collage et estampilles d'Antoni Clavé, deux cent quarante exemplaires numérotés, Les bibliophiles de Provence, Marseille, 1976.
- Jean-Marie Berthier, Les arbres de passage, une lithographie originale d'Antoni Clavé, Éditions Fanlac, 1993.

## Expositions

### Expositions personnelles
- Galerie Vivant, Perpignan, février 1939[8].
- Librairie « Au Sans-pareil », Paris, avril 1940[8].
- Galerie Henri Joly, Paris, 1944.
- Galerie Delpierre, Paris, 1946.
- Anglo-French Art Center, Londres, 1947.
- Galerie Robert Martin, Oran, 1948.
- Galeria Börjesson, Malmö, 1949.
- Musée de Göteborg, 1950.
- Galleria dell'Obelisco, Rome, 1951.
- Galerie Witcomb, Buenos Aires, 1951.
- Galerie Drouant-David, Paris, 1953.
- Tooth Gallery, Londres, 1955.
- Sala Gaspar, Barcelone, 1956[8].
- Galerie Beyeler, Bâle, 1957.
- Musée d'art moderne de Bilbao, 1957.
- Stephen Silagy Galleries, Los Angeles, 1957.
- Galerie Creuzevault, Paris, 1958, 1960, 1966, 1968.
- Mala Galerija, Ljubljana, 1959.
- Musée Grimaldi, Antibes, 1960.
- Antoni Clavé, rétrospective, Sala Gaspar, Barcelone, 1960, 1975.
- Antoni Clavé, vingt-cinq ans de peinture, musée Rath, Genève, 1961.
- Galerie Semiha Huber, Zurich, 1963, 1965.
- Galerie Biosca, Madrid, 1966.
- Antoni Clavé - Tapisseries, peintures, sculptures, musée Picasso, Antibes, 1967.
- Galerie Chozo Yoshii, Tokyo, 1969, 1972.
- Antoni Clavé - Lithographies et gravures, Galerie Vision nouvelle, Paris, mai-juin 1971.
- Antoni Clavé - Peintures, tapisseries-assemblages, sculptures et œuvre gravé, Palais de la Méditerranée, Nice, juillet-septembre 1971.
- Ginza Matsuzakaya Gallery, Tokyo, 1972.
- Musée Umeda, Osaka, 1973.
- Antoni Clavé, œuvre graphique, musée d'art de Tel Aviv, 1973.
- Galerie Tallien, Saint-Tropez, 1973.
- Sala Vástago, Saragosse, 1973.
- Galerie Weintraub, New York, 1974.
- Galerie Guereta, Madrid, 1975.
- Galerie 21, Londres, janvier-février 1975.
- Galerie Sapone, Nice, 1975, 1983, 1987.
- Antoni Clavé - La gloire des rois, Galerie Sagot La Garrec, Paris, et La Palette, Toulon, 1977.
- Fondation Saint-John Perse, Aix-en-Provence, 1977.
- Antoni Clavé, rétrospective, Musée d'art moderne de la ville de Paris, 1978.
- Antoni Clavé, en marge de la peinture, Musée national d'art moderne, Paris, 1978.
- Musée des beaux-arts de Taipei, 1978.
- Sindin Gallery, New York, 1979.
- Antoni Clavé - Peintures 1958-1978, musée Unterlinden, Colmar, 1979.
- Bibliothèque nationale d'Espagne, Madrid, 1980.
- Musée des Augustins de Toulouse, juillet-octobre 1981.
- Centre d'études catalanes, Paris, 1982.
- Antoni Clavé - Peintures et sculptures, Musée des beaux-arts de Valence (Espagne), 1982.
- Antoni Clavé, pavillon espagnol, Biennale de Venise, 1984.
- Antoni Clavé - Œuvre graphique, Musée national centre d'Art Reina Sofía, Madrid, 1984.
- Antoni Clavé - Œuvre graphique, Musée national des beaux-arts de Cuba, La Havane, 1985.
- Antoni Clavé - Don Pablo - Hommage à Picasso, peintures, collages, Galerie Regards, Paris et Château Grimaldi, Antibes, septembre-octobre 1985.
- Château royal de Collioure, 1985.
- Musée Hyacinthe-Rigaud et Musée du Castillet, Perpignan, 1985.
- Exposition itinérante Antoni Clavé, rétrospective, musée d'art métropolitain Teien, Tokyo ; Musées d'Osaka, Yamanashi-ken, Hakone, 1986.
- Clavé - Œuvres sur toile, collages, Galerie Agora, Marseille, décembre 1987[46].
- Antoni Clavé - Lithographies, gravures, livres illustrés, Galerie Arenthon, Paris, mai 1988.
- Musée historique de Budapest, 1989.
- Clavé - Sculptures, Galerie Yoshi et Galerie Marbeau, Paris, mai-juin 1989[47].
- Clavé - Gravures, Triodes, 45 rue de Penthièvre, Paris, novembre-décembre 1989[48].
- Galerie Patrick Trigano, Paris, 1989, 2001.
- Antoni Clavé à New York, Galerie Marbeau, Paris, 1990.
- Antoni Clavé - Rétrospective, Palais de Barcelone, 1990.
- Convergence Clavé-Boulez, IRCAM, Paris, 1990.
- Yea Sung Gallery, Séoul, 1990.
- Musée national des beaux-arts de Santiago, 1992.
- Elyseum Gallery, New York, 1995.
- Fondation Caixa de Catalogne, septembre-novembre 1996.
- Antoni Clavé - Dix portraits d'après Raphaël, Bottocelli et Léonard, Galerie Sapone, Nice, 1997.
- Musée d'art moderne de Tarragone, 1998.
- Galerie San Carlo, Milan, 1998.
- Antoni Clavé - Sculptures, Cuartel del Conde-Duque (es), Madrid, 1999.
- Galerie Enrico Navarro, Paris, 2000.
- Rétrospective Antoni Clavé - Peintures, sculptures, gravures, Pinacothèque communale Casa Rusca, Locarno, 2001.
- Antoni Clavé - Peintures, collages, 1993-2003, Galeria Joan Gaspar, Barcelone, mai-juillet 2003.
- Clavé graveur, Museo Casa de la Moneda (es), Madrid, novembre 2004 - janvier 2005.
- Galerie Gacma, Malaga, 2005.
- Espace d'art contemporain Fernet-Branca, Saint-Louis (Haut-Rhin), mai-septembre 2006[49],[50].
- Antoni Clavé - Les grands formats inédits, Centre d'art La Malmaison, Cannes, juin-septembre 2009[51].
- Galerie d'art Jean-Claude Bergeron, Ottawa, 2010.
- Jakopic Gallery, Ljubljana, janvier 2010[52].
- Antoni Clavé - Œuvres 1934-2002, Galerie nationale d'art d'Albanie (en), Tirana et Danubiana Meulensteen Art Museum, Bratislava, 2011.
- Les petits papiers d'Antoni Clavé, Hôtel des arts (Centre d'art méditerranéen) de Toulon, juillet-septembre 2012[53],[54].
- Centième anniversaire de la naissance d'Antoni Clavé - Œuvres monumentales, ville de Saint-Tropez, juin-septembre 2013[55].
- Centenaire de la naissance d'Antoni Clavé, rétrospective-hommage, Fundación Vila Casas, Barcelone, avril 2013[56].
- Antoni Clavé, ein Spanier in Paris, Musée d'art Pablo-Picasso, Münster[57].
- Antoni Clavé - Alchimie de la matière, Scoletta dell'arte dei battioro e tiraoro (it), Venise, dans le cadre de la Biennale de Venise 2015[58],[59].
- Galeria Marlborough, Madrid, 2016[60].
- Espace Paul-Rebeyrolle, Eymoutiers, juillet-août 2016[61],[62].
- Antoni Clavé - Estampes, 1955-1995, Bibliothèque nationale de France, janvier-février 2018[63],[42],[5],[64],[65].
- Musée-fondation Juan March, Palma de Majorque, mars-juin 2018.
- Clavé - Sur le front de l'art, Musée Hyacinthe-Rigaud, Perpignan, février-juin 2019.

### Expositions collectives

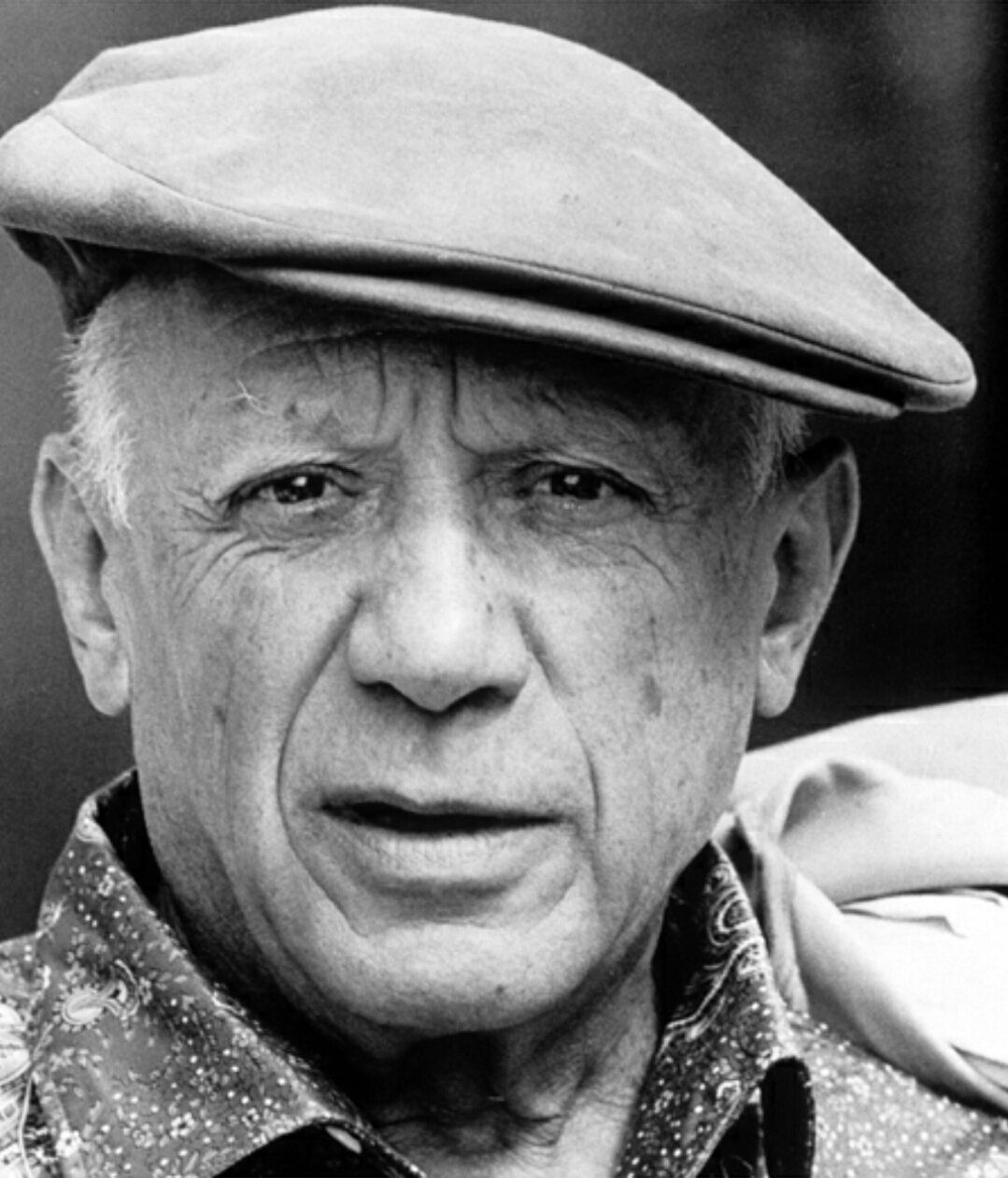
Pablo Picasso.

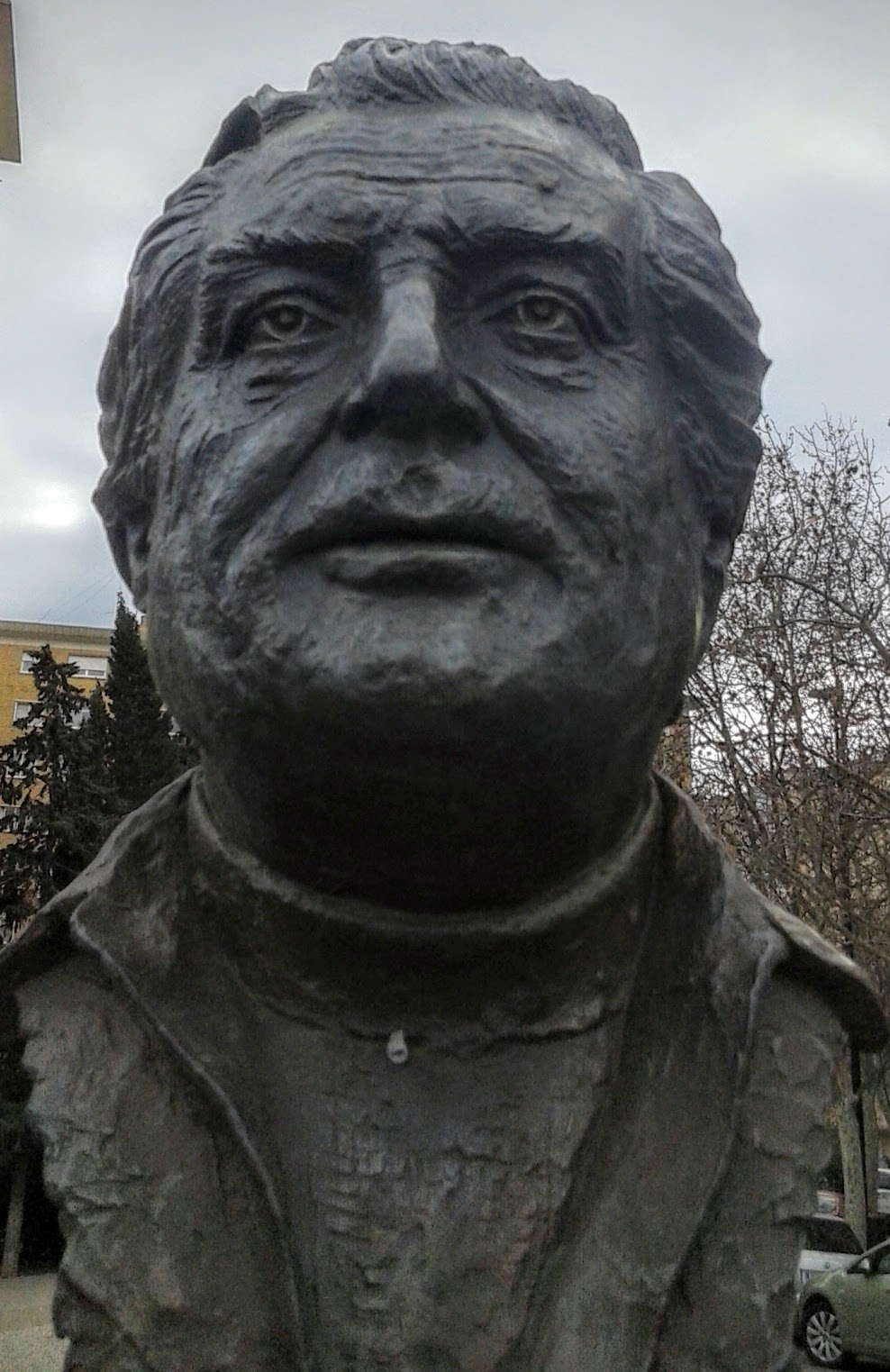
Manuel Viola.

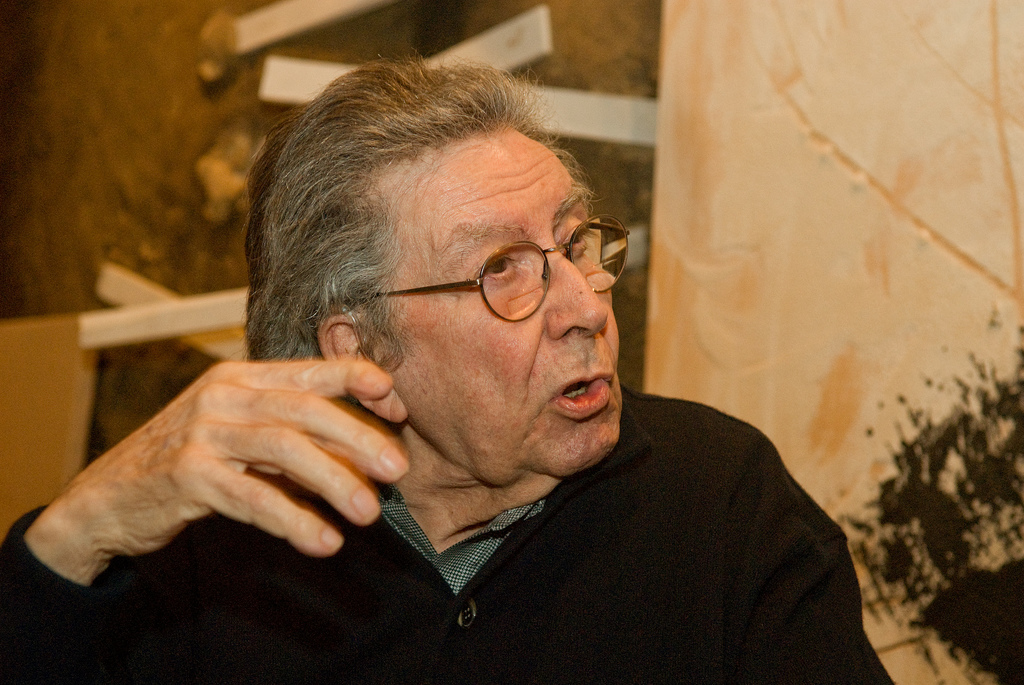
Antoni Tàpies

- La quinzaine de l'art espagnol, Galerie Charpentier, Paris, 1942[8].
- Marti Bas, Antoni Clavé, Emilio Grau Sala, Galerie Castelucho, Paris, 1942[8].
- La quinzaine d'art espagnol, Galerie Charpentier, Paris, 1942[8].
- IIe Exposition de peinture et de sculpture de la Phalange espagnole, au siège de celle-ci, 11,avenue Marceau, Paris, 1942[8].
- Salon d'automne, Paris, 1944.
- Quelques peintres et sculpteurs espagnols de l'École de Paris - Antoni Clavé, Óscar Domínguez, Pedro Flores Garcia, Celso Lagar, José Palmeiro, Joaquín Peinado, Pablo Picasso, Hernando Viñes, catalogue contenant des poèmes de Paul Éluard enrichis de gravures originales des artistes, Galerie Roux-Henschel, Paris, juin 1945.
- La Marseillaise de la Libération - Exposition sous le patronage d'Yvon Bizardel, directeur des Beaux-Arts, musées et bibliothèques de la ville de Paris, Galerie Roux-Hentschel, Paris, juillet 1945[66].
- Artistes ibériques de l'École de Paris - Antoni Clavé, Óscar Domínguez, Celso Lagar, José Palmeiro, Ginés Parra (peintres), Honorío García Condoy, Baltasar Lobo (sculpteurs), Galerie Drouant-David, Paris, juin-juillet 1946.
- L'art de l'Espagne républicaine - Les peintres espagnols de l'École de Paris - Francisco Bores, Antoni Clavé, Óscar Domínguez, Pedro Flores Garcia, Honorio García Condoy, Baltasar Lobo, Joaquín Peinado, Pablo Picasso, Manuel Viola..., Prague, 1946 ; reconstitution de cette exposition : Artistas Españoles de Paris : Praga, 1946, Sale de exposiciones Casa del Monte, décembre 1993 - janvier 1994 (catalogue)[8].
- New painters of Paris - Peintres nouveaux, 1950-1951, Musée des beaux-arts de Montréal (exposition ensuite itinérante dans plusieurs musées du Canada)[67].
- Bimillénaire de Paris - Comité Montparnasse - Exposition de peintres et sculpteurs de l'École de Paris, La Coupole, juin-juillet 1951[68].
- Vingt-huit jeunes peintres, vingt-huit jeunes femmes, Galerie Drouant-David, Paris (Portrait de Mireille Lefèbvre par Antoni Clavé), décembre 1951 - janvier 1952[69].
- Salon des peintres témoins de leur temps, Palais Galliera, Paris, 1954, 1961.
- French painters from the collection of Eric Estorick (en) - Bernard Buffet, Antoni Clavé, Bernard Lorjou, André Marchand, André Minaux, Michel Patrix, Paul Rebeyrolle, Midland Group Gallery (en), Nottingham, février 1955 ; Newcastle upon Tyne, mars-avril 1955 ; York, mai-juin 1955[70].
- École de Paris, Galerie Charpentier, Paris, 1956, affiche de l'exposition par Antoni Clavé, lithographie originale, ateliers Fernand Mourlot[71].
- Festival mondial de la jeunesse et des étudiants, Moscou, juillet-août 1957.
- Biennale de gravure de Tokyo, 1958.
- Collection Julius Fleischmann, Contemporary Arts Center, Cincinnati, janvier 1959[72].
- Salon Grands et jeunes d'aujourd'hui, Hôtel Martinez, Cannes, août-septembre 1961.
- Exposition organisée à l'occasion des États généraux du désarmement, Cercle Volney, Paris, mai 1963.
- Fonds d'art du journal Avui, Musée d'art moderne de Céret, avril 1985[73].
- Antoni Clavé, Antoni Tàpies, Joan Pere Viladecans (es), Baukunst-Galerie, Cologne, juillet-septembre 1988.
- De Bonnard à Baselitz - Dix ans d'enrichissements du cabinet des estampes, Bibliothèque nationale de France, 1992[74].
- Dix-sept artistes espagnols - Eduardo Arroyo, Antoni Clavé, Andrés Segovia, Antoni Tàpies..., salon d'honneur de l'hôtel de ville de Levallois-Perret, septembre-octobre 1992.
- Expressiveness of materials, Musée national d'art, Osaka, avril-juin 1997.
- César, Clavé, Montélimar, 2007.
- Le visage qui s'efface, de Giacometti à Baselitz, Hôtel des arts, Toulon, septembre-novembre 2008[75].
- La collection Jean et Suzanne Planque, Musée Granet, Aix-en-Provence, été 2009.
- Espagne, les années sombres, 1945-1960, Musée de Gajac, Villeneuve-sur-Lot, juin-octobre 2010[76].
- Tapisseries et cartons d'artistes contemporains - Œuvres du Mobilier national, musée de l'Hospice Saint-Roch, Issoudun, mars-novembre 2011[77].
- Matiera : Antoni Clavé - Antoni Tàpies, Galerie DX, Bordeaux, septembre-octobre 2011[78].
- De Daumier à Giacometti, la sculpture des peintres, 1850-1950, Musée de l'Annonciade, Saint-Tropez, juillet-octobre 2012[79].
- De Cuno Amiet à Zao Wou-Ki - Le fonds d'estampes Cailler, musée d'art de Pully, février-avril 2013[80].
- La Provence, terre de rencontres entre artistes et écrivains, musée Regards de Provence, Marseille, octobre-2015 - mars 2016.

## Réception critique
- « On n'est guère tenté de raisonner sur l'art de Clavé, on a plutôt envie de le subir, tant il s'impose par une violence instinctive qui écarte toute idée de discussion ou même de commentaire. Si transposée qu'y apparaisse la nature, il ne donne jamais le sentiment d'un effort intellectuel, mais plutôt on sent l'artiste obéissant à une impulsion presque physique. Cette passion se retrouve chez la plupart des artistes espagnols, ce goût des harmonies sombres, du drame latent, d'un fantastique si profondément lié à l'homme que le moindre détail familier en est magnifié. » — Raymond Cogniat[81]
- « Sa spontanéité devant la toile et son sens de la couleur le poussent naturellement vers une figuration baroque et surtout l'emploi de matériaux étrangers tels que des bouts d'étoffe ou de tissu intégré à la toile. Il garde de son expérience théâtrale un goût du spectacle et de la mise en scène, dont il se défend par ailleurs, mais qui transparaît dans ses natures mortes ou ses personnages colorés. Parallèlement à son travail de peintre et sculpteur, Clavé a toujours accordé de l'importance à la gravure. » — Gérald Schurr[82]
- « Il n'a été ni d'une école catalane, ni non plus de la prétendue École de Paris. Il l'a payé cher, mais il est devenu Clavé. » — Pierre Daix[39]
- « Ce goût pour les assemblages révèle une personnalité hors du commun dont le caractère visionnaire développe une œuvre puissante, inventive par l'intervention des papiers, des toiles d'aluminium tamponnées, des cordages, des toiles de jute (lointaines réminiscences des collages dadaïstes de Schwitters) et des papiers collés cubistes, de tissus, de gants qu'il froisse,, colle, pour des compositions dans lesquelles la peinture introduit des coulées lyriques. Une dramaturgie plastique où se laissent lire des souvenirs d'enfance, des murs de Barcelone, les Guerriers, Rois et les Reines des années 50, suivis par les espaces interstellaires, les empreintes, les formes réalisées à partir d'objets de rebut, de ferraille. Une trasmutation qui garde toute sa magie d'une alchimie qui exerce tout son pouvoir sur l'imaginaire. » — Lydia Harambourg[14]
- « Los aguafertes de Clavé son de una gran belleza y revelan ademásun formidable dominio en el manejo de técnicas nuevas. » - Juan Manuel Bonet[83]
- « Antoni Clavé n'a eu de cesse de repousser les frontières du champ artistique pour trouver de nouvelles formes d'expression et renouveler le langage de l'artiste. Un défi qu'il a relevé avec éclat. Il suffit de regarder ses gravures pour s'en rendre compte. » — François Pinault[84]

## Collections publiques

### Espagne
- Musée d'art contemporain de Barcelone.
- Musée Can Framis (es), Fundació Vila Casas, Barcelone[85].
- Fundación Caixa de Pensions, Barcelone[86].
- Musée national d'art de Catalogne, Barcelone, Boliche, affiche de cinéma, gouache et tempera, 230 × 109 cm, 1934[34].
- Palais de la Généralité de Catalogne, Barcelone.
- Musée des beaux-arts de Bilbao.
- Fondation Palau, Caldes d'Estrac, La Guitariste, dessin, 1947[87].
- Musée Apel-les Fenosa, El Vendrell.
- Musée de l'Empordà, Figueras.
- Musée national centre d'art Reina Sofía, Madrid :
  - Secreto de una noche, affiche de cinéma, gouache et tempera, 233 × 103 cm, 1934[35] ;
  - Téléphone, assemblage, 40 x 22 x 22 cm, 1939[38];
  - Le Cirque, huile sur toile 350 × 400 cm, 1954[88] ;
  - Nature morte verte, technique mixte 114 × 146 cm, 1960[37] ;
  - Le Captif, huile et collage sur bois, huile sur bois 160 × 160 cm, 1976[89] ;
  - La Feuille grise, huile, 1988, 162 × 114 cm[90] ;
  - Cent cinquante lithographies et autres gravures.
- Musée-fondation Juan-March, Palma de Majorque, Grand roi à cheval, huile sur toile, 1957[83],[91].
- Musée Arxiu de Saint Andreu de Llavaneres (ca)[92].
- Musée Patio Herreriano, Valladolid, Composition fond clair, peinture 1957 ; Nature morte, peinture 1961.

### France
- Musée Picasso, Antibes, cinq collages en trompe-l'œil[15].
- Musée Daubigny, Auvers-sur-Oise.
- Musée des beaux-arts de Caen.
- Musée Goya, Castres, Nature morte, huile sur toile.
- Musée d'art Roger-Quilliot, Clermont-Ferrand, dix œuvres.
- Musée Unterlinden, Colmar.
- Fonds régional d'art contemporain, Nice.
- Musée d'art moderne et d'art contemporain de Nice.
- Cabinet des estampes de la Bibliothèque nationale de France :
  - Le Roi à la pipe, eau-forte, 1966[74] ;
  - Quatre-vingt douze estampes de la donation des descendants Clavé[63].
- Hôtel de Noirmoutier, Paris, Collage, tapisserie[93].
- Musée d'art moderne de la ville de Paris :
  - Le Célibataire au marché, huile sur toile 81 × 100 cm, 1954 ;
  - Sans titre, huile sur toile, 195 × 250 cm.
- Musée national d'art moderne, Paris, Roi et Reine, huiles sur toiles en diptyque, 100 × 162 cm, 1957.
- Musée Hyacinthe-Rigaud, Perpignan.
- Musée de l'Annonciade, Saint-Tropez, Drôle de tricycle.
- Musée des Augustins de Toulouse.

### Irlande
- Hugh Lane Municipal Gallery, Dublin.

### Luxembourg
- Musée national d'histoire et d'art, Luxembourg.

### Pologne
- Musée national de Cracovie.

### République tchèque
- Galerie nationale de Prague.

### Royaume-Uni
- British Museum, Londres.
- Tate Gallery, Londres, Enfant à la pastèque, huile sur toile, 55 × 46 cm, 1947[94].
- Victoria and Albert Museum, Londres, costume de Zizi Jeanmaire pour le ballet Carmen, 1949[95].
- Dudmaston Hall (en), Severn Valley (en), Composition, technique mixte sur toile, 73 × 107 cm, 1960[96].

### Suède
- Moderna Museet, Stockholm.

### Suisse
- Musée des beaux-arts de Bâle, La feuille noire, huile sur toile, avant 1960[97].
- Musée d'art et d'histoire de Genève.
- Musée d'art de Pully.

### Canada
- Musée Laurier, Victoriaville[98].
- Musée national des beaux-arts du Québec[99]

### États-Unis
- Akron Art Museum, Akron (Ohio), lithographie pour Lettres d'Espagne.
- Musée des beaux-arts de Boston.
- Musées d'art de Harvard, Cambridge (Massachusetts).
- Musée d'art de Canton (en), Ohio.
- Art Institute of Chicago, quatre lithographies[100].
- Cleveland Museum of Art, Roi, lithographie, 1955.
- Musée d'art de Dallas.
- Evansville Museum of Arts, History and Science (en), Evansville.
- Guilford College Art Gallery, Greensboro.
- Musée des beaux-arts de Houston, Le cirque, lithographie, 1949[101].
- Musée d'art d'Indianapolis.
- Museum of Modern Art, New York.
- Musée d'art moderne de San Francisco, Fillette à la poupée, huile sur toile, 1946.
- National Gallery of Art, Washington, Les Joueurs de cartes, lithographie.

### Mexique
- Musée d'art contemporain Tamayo, Mexico[102].

### Afrique du Sud
- Iziko South African National Gallery (en), Le Cap, Pochoirs sur fond rouge, huile sur toile, 97 × 100 cm.

### Corée du Sud
- Leeum - Samsung Museum of Art, Séoul.

### Japon
- Musée en plein air de Hakone.
- Musée d'art moderne de Kyoto.
- Musée national d'art d'Osaka.
- Musée d'art métropolitain Teien de Tokyo.
- Musée national de l'art occidental, Tokyo.
- Musée Antoni-Clavé, Yamanashi (musée entièrement consacré à l'artiste et inauguré en mars 2011).

### Australie
- National Gallery of Victoria, Melbourne :
  - Les joueurs de cartes, lithographie, 1956[103] ;
  - École de Paris, Galerie Charoentier, 1956, affiche lithographiée[71].
- Galerie d'art de Nouvelle-Galles du Sud, Sydney, D'après Rembrandt, gravure, 1966[104].

## Collections particulières référencées
- Karl im Obersteg, Bâle[97].

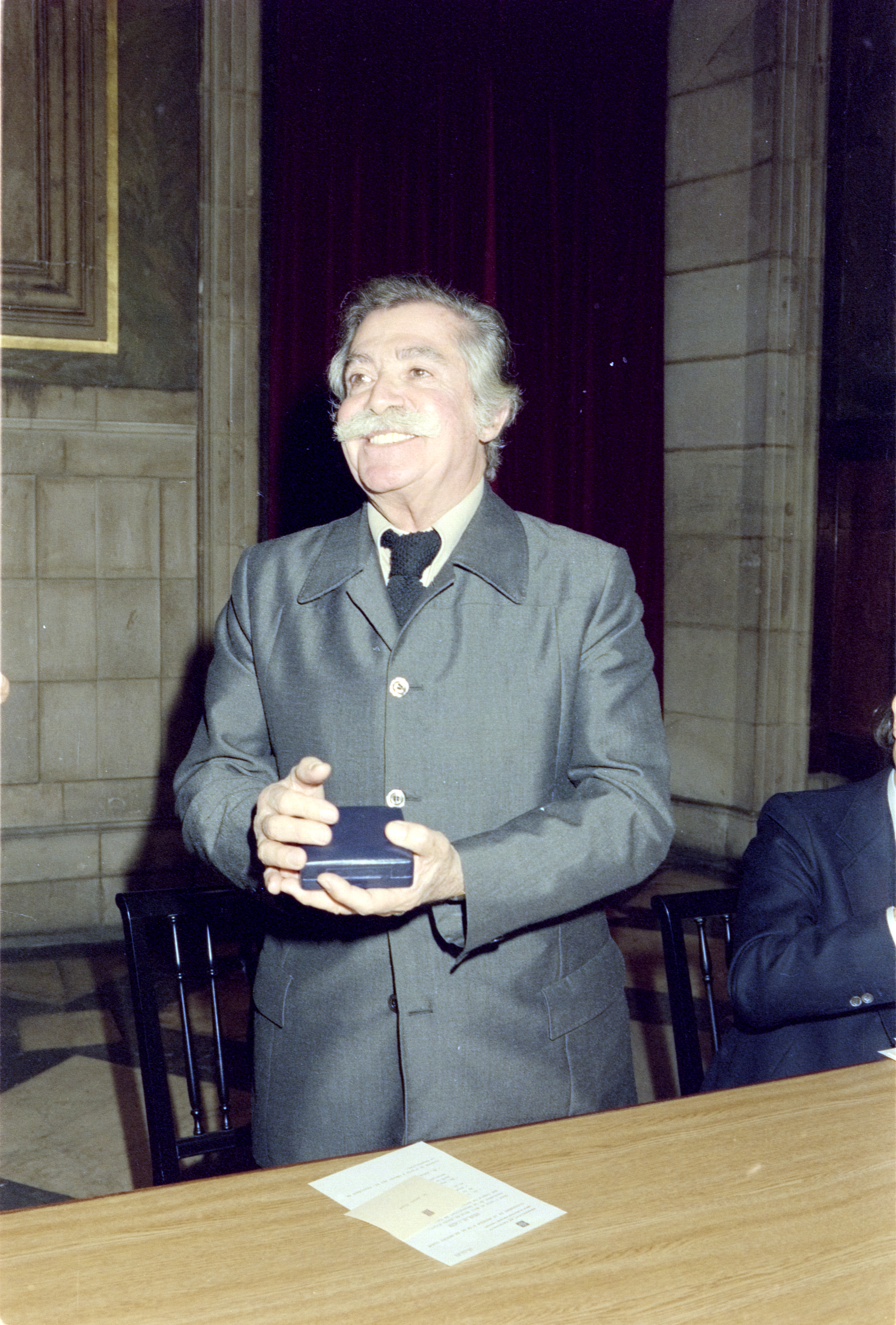
Antoni Clavé recevant la médaille d'or du mérite des beaux-arts en 1984.

- Fonds d'art du journal Avui, Barcelone[73].
- Fondation Julius Fleischmann, Cincinnati[72].
- Harold Shenkman, Ottawa[1]
- Tamura Taijiro (en), Tokyo[1].
- Eric Estorick (en), Londres[70].
- Jean Bouret, Barques de pêches, huile sur panneau 19x26cm[105].
- Edmonde Charles-Roux, Paris[1].
- Yolande et Lucien Clergue[106].
- Emilio Grau Sala, Paris, Portrait de Grau Sala[1].
- Beno et Rose d'Incelli, Paris[1].
- Robert et Manette Martin, Paris[107].
- Eugène Baboulène, Toulon[1].

## Récompenses et distinctions
- Second prix de l'affiche, Caisse d'épargne de Barcelone, 1932[5].
- Grand prix de la Société nationale des beaux-arts, 1944[24].
- Prix Hallmark, New York, 1949.
- Prix Unesco de la gravure, 28e Biennale internationale d'art de Venise, 1956.
- Prix Matarasso de la peinture, Biennale de São Paulo, 1958[108].
- Prix du musée Kamakura, Biennale de gravure de Tokyo, 1958.
- Médaille d'or du mérite des beaux-arts décernée par le ministère de l'Éducation, de la Culture et des Sports (Espagne), 1984.
- Commandeur de l'ordre des Arts et des Lettres[108]

#### Monographies
- Aude Hendgen, Amanda Herold Marme, Claire Muchir, Clavé - Sur le front de l'art, éditions du Musée Hyacinthe-Rigaud, Perpignan, 2018.
- François Pinault (préface), Céline Chiche-Castex, Aude Hendgen et Tomàs Llorens, Antoni Clavé - Catalogue raisonné de l'œuvre gravé, Éditions Skira, 2017 (présentation en ligne).
- Alessia Calarota et Aude Hendgen, Antoni Clavé, Éditions Galleria d'Arte Maggiore, Venise, 2015.
- Birthe Sarrazin, Antoni Clavé, ein Spanier in Paris, Kunstmuseum Pablo Piccaso, Münster, 2015.
- Antoni Clavé - 100 anys de Clavé, Fundación privada Vila Casas, 2013.
- José Francisco Yvard, Josep Casamartino, Pierre Daix, Alvaro Martinez-Novillo, Albert Mercadié et Alain Mosseigne, Antoni Clavé : Un mundo de arte- Obras 1934-2002, collection « Arte y fotografia », Turner Publicaciones, 2010.
- Frédéric Ballester, Antoni Clavé, Éditions du Centre d'art La Malmaison, Cannes, 2009.
- Michele Calabrese, André Verdet, Gian Carlo Fusco, Alfonso Gatto et Pierre Seghers, Antoni Clavé - Opere dal 1972 al 2004, Éditions Galleria Maggiore, Venise, 2007.
- Juan Carrete Parrondo et Alain Mousseigne, Clavé grabador Éditions Museo Casa de la Moneda, Madrid, 2004.
- Anna Riera, Antoni Clavé and the theatre, Editiones Poligrafa, 2003.
- Antoni Clavé, Antoni Clavé - Pintures i collages, 1993-2003, Éditions Sala Gaspar, Barcelone, 2003.
- Pierre Daix, Antoni Clavé : assemblages, 1960-1999, Neuchâtel, Ides et Calendes, 2001 (ISBN 978-2-8258-0163-5)
- Pierre Seghers et Pierre Cabanne, Clavé, Paris, Éditions du Cercle d'Art, 1989, 422 p. (ISBN 978-2-7022-0239-5, BNF 35031389).
- Alvaro Martinez-Novillo, Le Peintre et la Tauromachie, Paris, Flammarion, 1988.
- Pierre Cabanne, Clavé, Édition de la Différence, 1999.
- Antoni Clavé, Fotogramas, Editorial Actar, 1998.
- David Giralt-Miracle et Alain Mousseigne, Clavé a la Pedrera, Éditions de la Fondation Caixa de Catalogne, 1996.
- Alain Mousseigne, Pierre Cabanne et Flaminio Galdoni, Antoni Clavé - Opere, Éditions Galleria Maggiore, Venise, 1995.
- Miguel Espel, Picasso, Miró, Clavé - Obra gráfica original, Éditions Galerie Miguel Espel, 1994.
- Catherine Xerri, L'œuvre d'Antoni Clavé - peinture, idéologie et histoire, thèse de doctorat en études ibériques, Paris 3, Université de la Sorbonne Nouvelle, 1994.
- Lluís Pernmayer, Antoni Clavé - Hommage à Barcelone, Éditions la Différence, 1992.
- Caroline Benzaria, Antoni Clavé - Voyage à New York, Opus International, Paris, 1990.
- Pierre Daix, Clavé - Obras de 1958 a 1989, Editiones Polígrafa, Barcelone, 1989.
- Lluís Permanyer (es), Clavé escultor, Editiones Polígrafa, Barcelone, 1989.
- Pierre Cabanne et Lluís Permanyer, Clavé, Éditions Cercle d'art, Paris, 1989.
- José Corredor Matheos (es) et Pierre Cabanne, Antoni Clavé - Retorn del Japó, 1986-1987, Éditions Sala Gaspar, 1987.
- Danièle Giraudy et Pierre Merli, Antoni Clavé, Éditions du Château Grimaldi, Antibes, 1985.
- Francesc Miralles (en), Antoni Clavé - Obra gráfica, Éditions Sala Gaspar, Barcelone, 1985.
- Helmut Dreiseitel et Kurt Weidermann, Antoni Clavé, D.S.L.B., Bonn, 1982.
- Jean-Luc Mercié, Clavé, Seghers, 1980.
- Pierre Cabanne, Clavé, Denoël, 1979.
- Alain Mousseigne, Entretiens avec Clavé, Prasga, 1978.
- Roger Passeron, Antoni Clavé - L'œuvre gravé, 1939-1976, Office du livre, Fribourg, 1977.

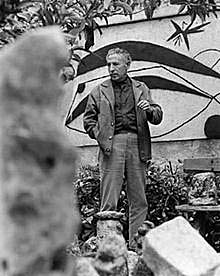
André Verdet

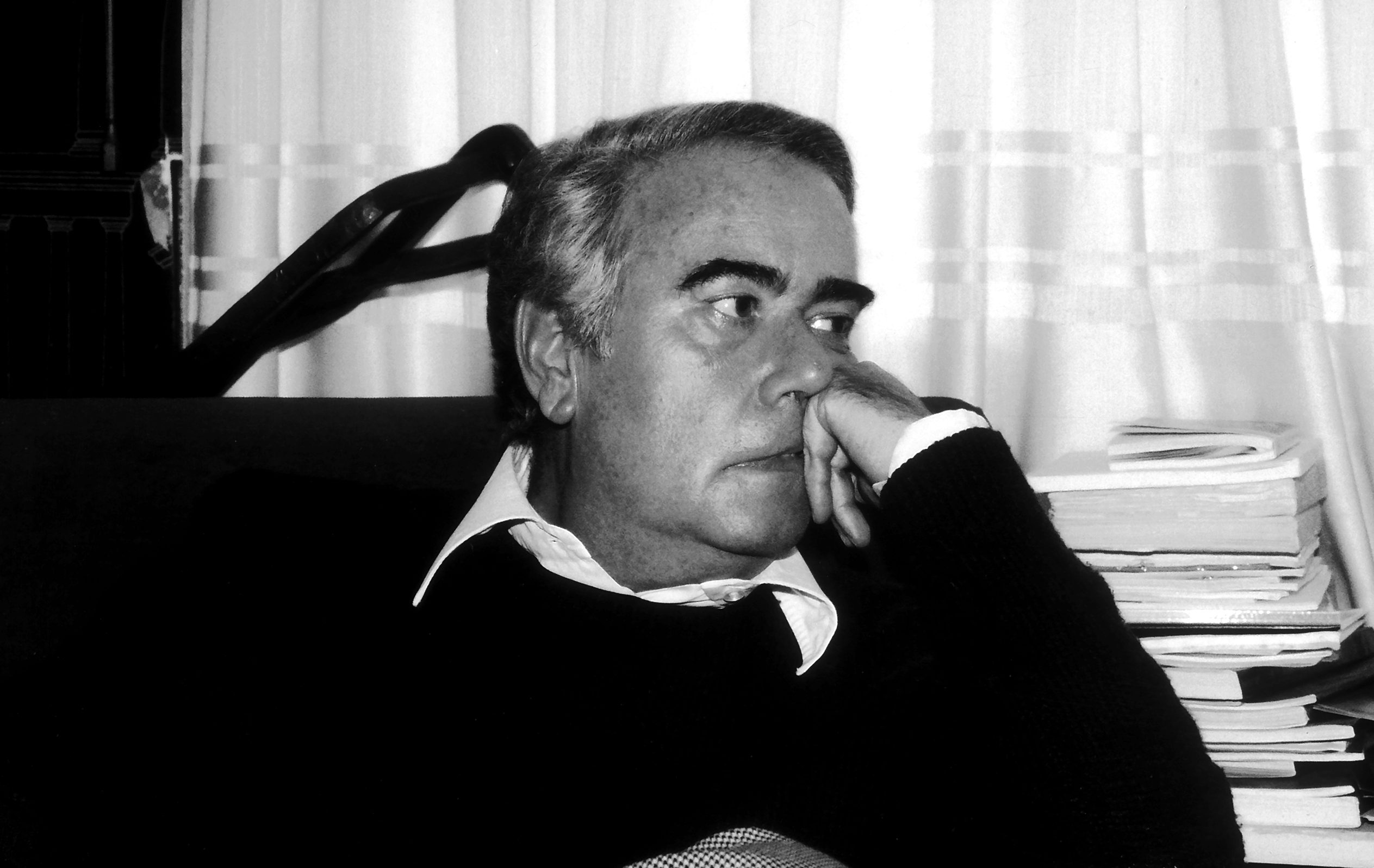
Joan Perucho

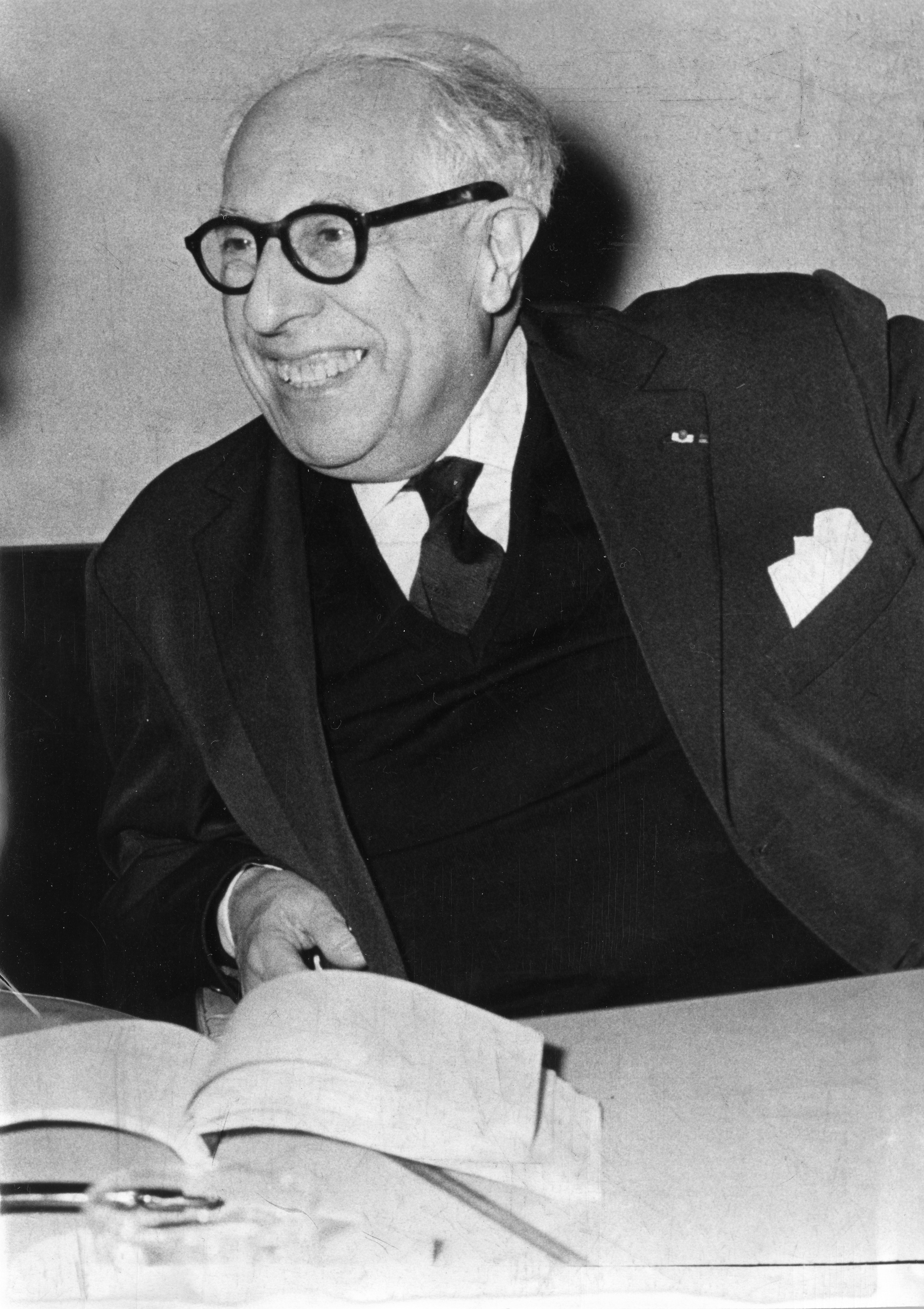
Jean Cassou

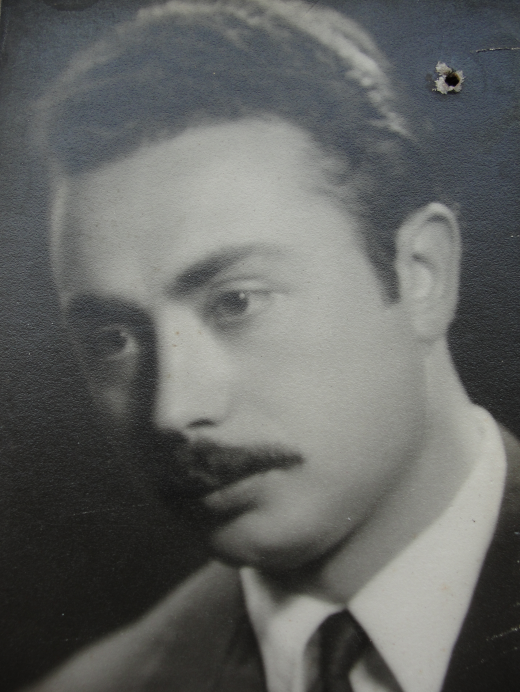
Alberto Claudio Blasetti

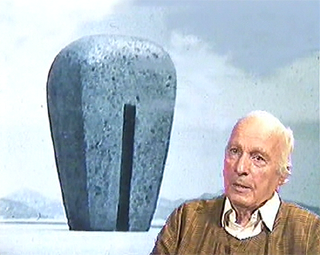
François Stahly

- Gloria Moure (es), Clavé, Ediciones Enciclopedia Vasca, Bilbao, 1974.
- Haïm Gamzu, Antoni Clavé - Graphic works, Musée d'art de Tel Aviv, 1973.
- Pierre Seghers, Clavé, Editiones Poligrafa/Bibliothèque d'art hispanique, 1971.
- Pierre Cabanne, Antobi Clavé - Peintures, tapisseries, assemblages, Éditions du Palais de la Méditerranée, Nice, 1971.
- Antoni Clavé, Clavé - Gravures, Éditions Vision nouvelle, 1971.
- Antoni Clavé, Clavé - Pintura, collage, tapisseria, escultura, litografia, Éditions Sala Gaspar, Barcelone, 1970.
- André Verdet, Antoni Clavé, Éditions Galerie des arts, Paris, 1967.
- Joan Perucho (es), Antoni Clavé, Éditions Sala Gaspar, Barcelone, 1965.
- Romuald Dor de la Souchère, Clavé - Tapisseries-assemblages, Éditions Sala Gaspar, Barcelone, 1963.
- Ferran Canyameres (ca), Clavé, un solitari, collection « Biografies populars », Éditions Alcides, Barcelone, 1963.
- Jean Cassou, Clavé, Editorial Reuter, Barcelone et Graphic Society, New York, 1960.
- Pierre Osenat, Éloge de Clavé, Éditions Manuel Bruker, Paris, 1958.
- Alberto Claudio Blasetti (d), Antoni Clavé, colonizador de la pintura, Buenos Aires, 1955.
- François Stahly, Antoni Clavé, Graphis, 1951, vol.7, no 34.
- Denys Chevalier, Clavé, Presses littéraires de France, Paris, 1951.

#### Ouvrages généraux
- Amanda Herold-Marme (préface de Laurence Bertrand Dorléac), Des artistes espagnols à Paris - Identités et engagements face à la guerre civile, collection « L'art et l'essai », C.T.H.S., 2025 (conférence de l'auteure en ligne, École des chartes, 2025 - Source : YouTube ; durée : 75'12").
- Juan Manuel Bonet, Le Montparnasse espagnol des années 1920 à 1980, Institut Cervantès, Paris, 2013.
- Francesco Agramont Lacruz, Arte y represion en la guerra civile, Conselleria Valenciana de Cultura, 2005.
- Catherine Xerri, « Antoni Clavé et l'exil », dans ouvrage collectif sous la direction de Jordi Canal, Anne Charlon et Phryné Pigenet, Les exils catalans en France, Presses de l'Université Paris-Sorbonne, 2005 (lire en ligne).
- Carles Fontserè, Un exiliado de tercera : en Paris durante la Segunda Guerra mundial, Acantilado, Barcelone, 2004.
- Jean-Pierre Delarge, Dictionnaire des arts plastiques modernes et contemporains, Gründ, 2001, p. 250 (lire en ligne).
- Sydney Jowers et John Canavagh, Theatrical costume, masks, make-up and wigs - Bibliography and iconography, Routledge, New York, 2000.
- Jesús Cuadrado (es), De la historieta y su uso, 1873-2000 (es), Ediciones Sinsentido (es), 2000.
- Emmanuel Bénézit, Dictionnaire des peintres, sculpteurs, dessinateurs et graveurs (article de Jacques Busse), Gründ, 1999, tome 3, p. 690-692.
- Geneviève Dreyfus-Armand, L'exil des républicains espagnols en France - De la guerre civile à la mort de Franco, Albin Michel, 1999.
- Antonio Martinez-Cerezo, Diccionario de pintores españoles, segunda mitad del Siglo XX, Edita revista Epoca de Madrid, 1997.
- Gérald Schurr, Le guidargus de la peinture, Les Éditions de l'Amateur, 1996, p. 185.
- Kazuo Haruna, Iwao Toriumi, Seiro Mayekawa, Auriola T. Sugiura, Tsutomu Sugiura, Tekkan Shigeno, The Marubeni Collection (ouvrage contenant un entretien avec Antoni Clavé), Éditions Marubeni Corporation, Tokyo, 1994.
- Françoise Woimant, Marie-Cécile Miessner et Anne Mœglin Delcroix, De Bonnard à Baselitz - Estampes et livres d'artistes, BNF, 1992.
- Francisco Zueras Torrens, La gran aportación cultural del exilio español (1939), Diputación provincial de Córdoba, 1990, pp. 151-152.
- Gérard Xuriguera, Regards sur la peinture contemporaine, Arted, 1983.
- Pierre Cabanne, L'Art du XXe siècle, Somogy, 1982.
- Sanjiro Minamikawa, Ces maîtres dans leur atelier, Asahi Sonorama, Japon, 1980.
- Carles Fontserè, « El sindicato de dibujantes profesionales », dans ouvrage collectif sous le direction de J. Termes Carteles de la Republica y de la guerra civil, Centre d'estudis d'historia contemporània, 1978, pp. 353-377.
- Sous la direction de Robert Maillard, Dictionnaire universel de la peinture, SNL - Dictionnaires Robert, 1975, tome 2, p. 37-38.
- Les Muses, encyclopédie des arts, Éditions Grange Batelière, Paris, 1971, tome 5, p. 1532-1533.
- René Huyghe de l'Académie française et Jean Rudel, L'Art et le monde moderne, Larousse, 1970.
- Who's who in France, Éditions Jacques Lafitte, à partir de 1967 (lire en ligne).
- Jean-Paul Crespelle, Montparnasse vivant, Librairie Hachette, 1962.
- Raymond Cogniat, « Antoni Clavé », dans ouvrage collectif Les Peintres témoins de leur temps, Achille Weber/Hachette, 1961.
- Raymond Nacenta, The School of Paris - The painters and the artistic climate of Paris since 1910, Oldbourne Press, 1960.
- Jean Adhémar, Inventaire du fonds français après 1800, tome cinquième, Bibliothèque nationale, Paris, 1949 (lire en ligne, p. 24).

### Presse (sélection)
- Georges Charensol, « Les dix peintres français en tête de l'école contemporaine », Connaissance des arts, no 36, février 1955.
- Manuel del Arco, « Antonio Clavé » (sic), La Vanguardia, Barcelone, 21 avril 1956.
- Jordi Coca, « Antoni Clavé, l'atzar quotidià », Serra d'or, Montserrat, mai 1980.
- Josep Palau i Fabre, « Arrels Catalans d'Antoni Clavé », Serra d'or, mars 1981.

### Radiodiffusion
- France-Culture, « Arts plastiques : Pérégrinations - Antoni Clavé - La Toguna », émission La dispute d'Arnaud Laporte, réalisée par Daniel Finot, 24 janvier 2018 (écouter en ligne)

### Filmographie
- Antoni Clavé, par Henri Raschlé, 1975.
- Antoni Clavé, par Liliane Thorn-Petit, 1979.
- Le procédé Goetz, par Jean Réal, 1987.
- Antoni Clavé, par Lluis Podadera (sous la direction de Vicenc Villatoro), Télévision de Catalogne, 1987 (visionner en ligne - Source : YouTube ; durée : 23'27").
- Lettre à Barcelone, par Jorge Amat, 1990.
- Barcelona Vista, par Jean Réal, avec Clavé, Tàpies, Bofill, Savall (es), etc. 1992.

### Iconographie
- Marianne Greenwood, Portrait d'Antoni Clavé, vers 1950, photographie, Antibes, musée Picasso.